# Parlamentswahl in Trinidad und Tobago 1981
Die Parlamentswahl in Trinidad und Tobago 1981 fand am 9. November 1981 statt. Bei dieser turnusmäßigen Wahl wurden alle Mitglieder des Repräsentantenhauses, das damals 36 Mitglieder umfasste, neu gewählt.

## Hintergrund
Um die 36 Parlamentssitze bewarben sich die regierende People’s National Movement (PNM) und die neu gegründete Trinidad and Tobago National Alliance, eine Dreierkoalition aus der wichtigsten Oppositionspartei United Labour Front (ULF), dem auf Tobago aktiven Democratic Action Congress (DAC) und dem Tapia House Movement. Die PNM wurde von Premierminister George Michael Chambers geleitet, der Eric Williams im Amt nachgefolgt war, nachdem dieser im März 1981 im Amt verstarb.
Insgesamt wurden 157 Kandidaten aufgestellt und sechs politische Parteien nahmen an der Wahl teil. Nach Aussagen von George Chambers sollte das Hauptthema des Wahlkampfes die Verteidigung der grundlegenden demokratischen Freiheiten sein, wie sie Williams, der Premierminister seit der Unabhängigkeit des Landes gewesen war, geschaffen habe.

## Wahlergebnis
Bei der Wahl erhöhte die PNM ihre Mandate auf 26 Sitze, während die National Alliance die restlichen 10 gewinnen konnte. George Michael Chambers wurde erstmals als Premierminister für eine volle Legislaturperiode gewählt und ernannte sein neues Kabinett am 17. November.
|                                       | Partei                                | Sitze | +/− |
| ------------------------------------- | ------------------------------------- | ----- | --- |
| People’s National Movement (PNM)      | People’s National Movement (PNM)      | 26    | +2  |
| Trinidad and Tobago National Alliance | Trinidad and Tobago National Alliance | 10    |     |
|                                       | United Labour Front                   | 8     | −2  |
|                                       | Democratic Action Congress            | 2     | ±0  |
|                                       | Tapia House Movement                  | 0     |     |
| National Joint Action Commitee        | National Joint Action Commitee        | 0     |     |
| Andere                                | Andere                                | 0     |     |